# Rossia palpebrosa
Rossia palpebrosa  (лат.) — вид головоногих моллюсков рода Rossia из семейства Sepiolidae (Rossiinae).

## Распространение
Встречаются в водах Арктики (Северный Ледовитый океан) и бореальной части Атлантического океана (Баренцево море, Карское море, Канадский Арктический архипелаг, Северной море, Гренландия, Шпицберген). На юг до Южной Каролины.
А также юго-восточные воды Тихого океана около берегов Чили, если таксон Rossia glaucopis считать синонимом вида Rossia palpebrosa.

## Описание
Мелкие головоногие моллюски, максимальный размер до 45 мм. От близких видов рода отличается спинной стороной головы и мантии, которая покрыта мелкими округлыми папиллами. Руки с 2 рядами присосок. Щупальцы с расширенной неизогнутой булавой, на которой присоски расположены в 7—10 рядов. Гектокотилизированы обе спинные руки. Гладиус развит. Светящиеся органы на чернильном мешке и папиллоивидные железы по бокам прямой кишки отсутствуют. Голова и передний край мантии не срастаются на спинной стороне. Вид был впервые описан в 1834 году английским зоологом и палеонтологом Сэром Ричардом Оуэном (Richard Owen; 1804—1892) и стал типовым таксоном для рода Rossia. Описание было сделано по материалам, полученным в ходе полярной экспедиции 1829—1833 годов английского моряка Джона Росса (John Ross; 1777—1856) и его племянника Джеймса Кларка Росса (James Clark Ross; 1800—1862).
Включен в список Международной Красной книги МСОП в статусе LC (Least Concern, Виды под наименьшей угрозой).